# Hongkongse weg
De Hongkongse Weg was een vreedzame politieke demonstratie die in Hongkong gehouden werd op 23 augustus 2019, de dertigste verjaardag van de Baltische Weg. De organisatoren schatten dat ongeveer 210.000 mensen deelnamen aan de demonstratie, waarmee aandacht gevraagd werd voor de beweging tegen de uitleveringswet en de vijf doelstellingen voor grotere aansprakelijkheid van de regering en algemeen kiesrecht en meer democratische vrijheden. In de vroege avonduren op 23 augustus 2019 sloegen de Hongkongers de handen ineen om zo een menselijke ketting te vormen. De ketting werd 50 kilometer lang. De ketting liep aan beide kanten langs de haven van Hong Kong en ook nog eens over de top van Lion Rock.
De actie is geïnspireerd door de Baltische Weg-demonstratie van 1989, waarbij twee miljoen mensen aan deelnamen. Deze demonstratie heeft bijgedragen aan het instorten van de heerschappij van de communistische Sovjet-Unie over het gebied. Bij de Hongkongse Weg verzamelden mensen zich langs het traject van drie metrolijnen, waarbij ze een menselijke keten vormden van bijna 50 kilometer lang, die door Hongkong eiland, Kowloon en de New Territories liep. Verkeershinder is door goede planning voorkomen.

## Inspiratie

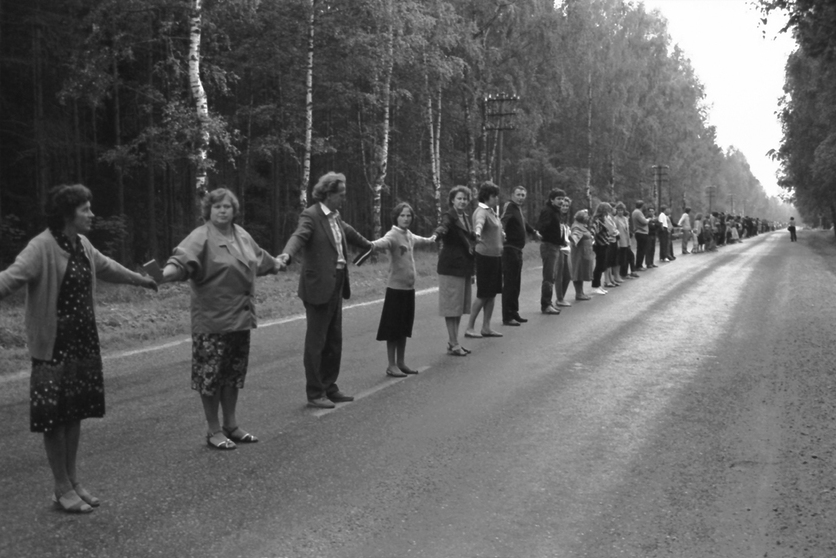
Baltische weg in Letland.

De actie is geïnspireerd door een soortgelijke demonstratie die dertig jaar geleden plaatsvond, op 23 augustus 1989. Bij de Baltische Weg vormden twee miljoen mensen een menselijke ketting van 675 kilometer lengte. De hoofdsteden van Estland, Letland en Litouwen werden door deze menselijke ketting met elkaar verbonden om zo pleiten voor onafhankelijkheid van de Sovjet-Unie. Minder dan zeven maanden later, op 11 maart 1990, verklaarde Litouwen zich als eerste land onafhankelijk van de Sovjet-Unie. De drie de Baltische staten waren tegen het eind van 1991 door bijna alle westerse landen erkend als onafhankelijke natie.
Het idee voor een 'Hongkongse Weg' werd op 19 augustus 2019 op het LIHKG-forum gepost met als doel om aandacht te trekken van de internationale media om zo het politiegeweld aan de orde te stellen en om  "onze eensgezindheid in het gevecht voor meer democratie" te laten zien "met de hoop op het verkrijgen van meer internationale steun".
Het protest is ook een vreedzaam vertoon van eenheid en solidariteit tussen alle mensen uit Hongkong geweest; een visualisatie van de kracht van een gemeenschap die moeilijkheden het hoofd biedt. Veel deelnemers droegen maskers, zoals bij een Zwart Blok gebeurt, uit angst dat het deelnemen aan een vreedzame demonstratie represailles van de autoriteiten op zal leveren, zoals het verlies van iemands baan onder druk van Peking. Deze angst weerhielden veel mensen er niet van om deel te nemen. Demonstranten sloegen de handen ineen om een menselijke ketting te vormen en riepen de leuzen "Add oil!" en "democracy now!" Ook werd er “Do You Hear the People Sing?” gezongen, een lied dat in 2019 vaak bij demonstraties in Hongkong gezongen werd.

## Logistiek en organisatie

### Op de straten

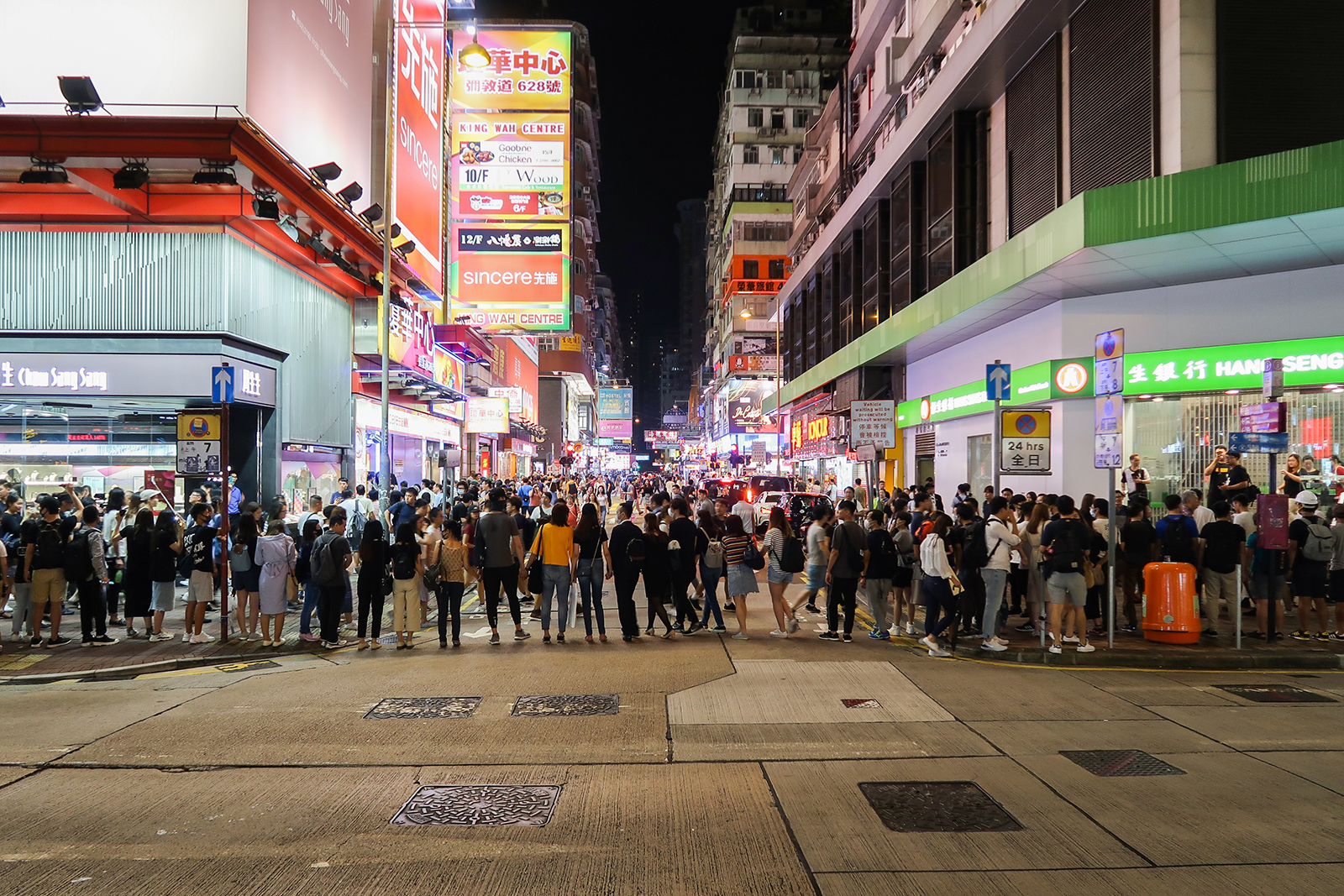
Nathan Road, Mong Kok, kruispunt met Shantung Street.

De demonstratie werd georganiseerd vanaf de LIHKG forums, samen met real-time Telegram chat groepen om zo ondersteuning te leveren aan het vormen van de menselijke ketting. De demonstratie vond plaats, terwijl er geen toestemming door de politie van Hong Kong was gegeven. Organisatoren hebben films en posters gemaakt en de route van de menselijke ketting op een kaart weergegeven. Meerdere Telegram kanalen zijn gebruikt voor de verschillende delen van de stad. organisatoren hebben de demonstratie geplanned op vrijdag 23 augustus tussen 19:00 en 20:00. Ze riepen deelnemers op om 19:00 te verzamelen op de stoep langs de drie belangrijkste metro lijnen in Hong Kong: De Tsuen Wan line, Kwun Tong line en Island line. De bedoeling was om hand in hand drie kettingen te vormen door Hongkong eiland, Kowloon en de New Territories om zo vreedzaam te demonstreren. Vrijwilligers stonden paraat bij ieder metrostation om demonstranten de juiste kant op te wijzen om zo de kettingen ononderbroken te laten zijn.

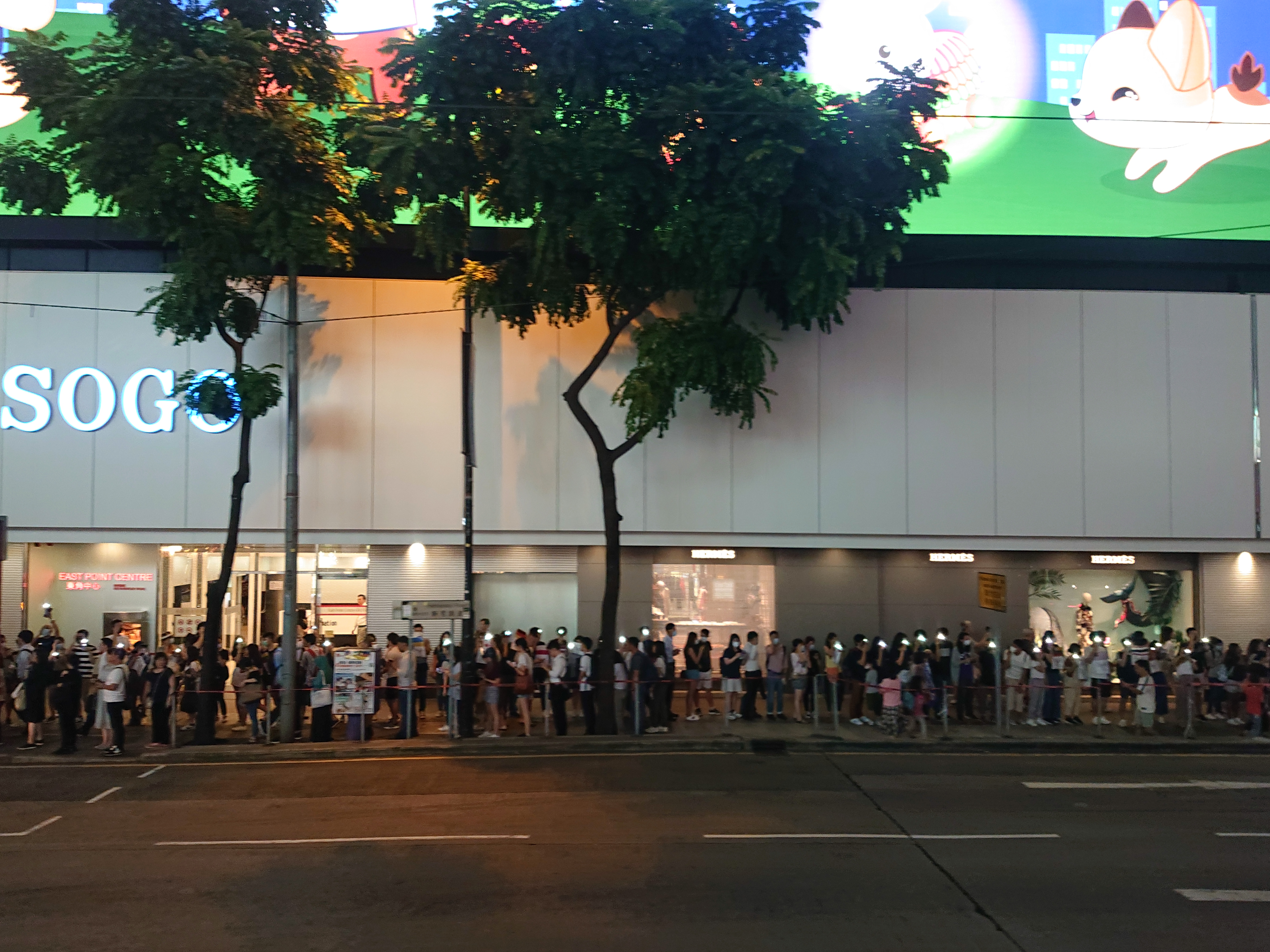
Voor warenhuis Sogo in Causeway Bay.

Deelnemers stonden in een enkele rij op de stoep. Bij kruispunten bleef de rij zich opbreken en opnieuw vormen, om gehoor te geven aan de verkeersregels en de stoplichten. Op die manier kon het verkeer normaal doorgang vinden en was er geen hinder door de demonstratie. Om 21:00 legden alle deelnemers hun hand op het rechter oog, om de eerste hulp biedende persoon te symboliseren die een oog verloren is omdat een agent een klapkogel gericht in haar gezicht heeft geschoten eerder in augustus. Mensen waren in een vrolijke stemming en de demonstratie was geheel vreedzaam. De politie hield zich ook rustig. Aan het einde verlieten de deelnemers hun posities spoedig en geregeld.
De demonstratie heeft North Point ontweken, omdat het bekend is dat daar veel mensen uit Fujian wonen. Democratie-activisten werden eerder aangevallen door immigranten uit Fujian die met stokken sloegen tijdens de demonstraties op 5 augustus.

### Lion Rock

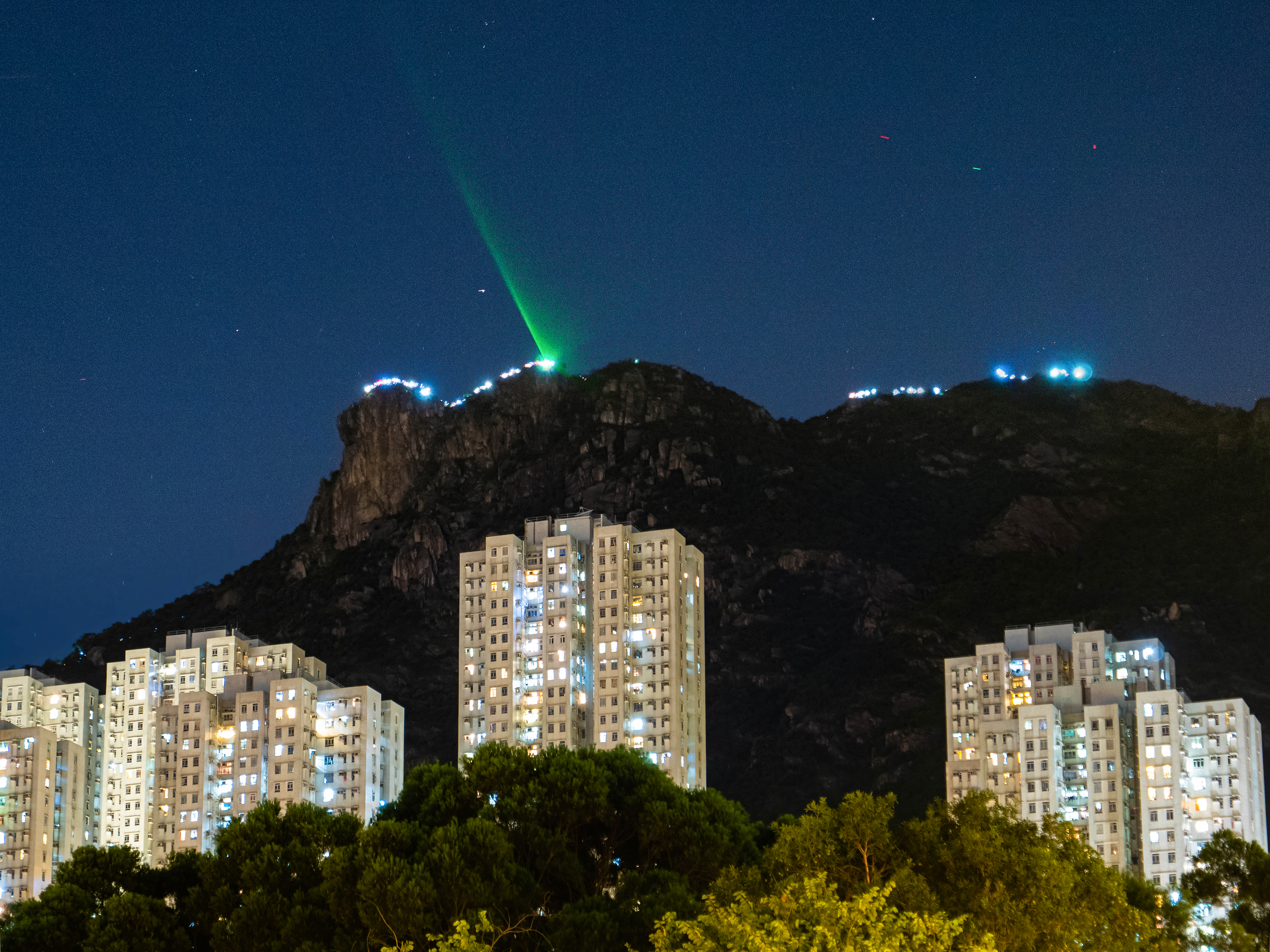
Meer dan 1000 wandelaars verzamelden zich op Lion Rock.

Een team van wandelaars beklommen ook Lion Rock, een bekend punt in Hongkong dat voor velen de geest van Hongkong uitdraagt. Met zaklampen en mobiele telefoons werd het pad verlicht. De groep heeft deze demonstratie los van de metro demonstratie georganiseerd, zodat er niet afgeleid werd van de grote ketens van mensen. Organisatoren hoopten om zo een losstaande demonstratie, maar ook duidelijke boodschap van saamhorigheid met de Hongkongse Weg, te laten zien. De demonstratie trok wandelaars en natuurliefhebbers. Nadat de top was bereikt, verlichtten ze de top van de heuvel zodat de contouren in veel delen van Hongkong te zien waren. Ze zongen "Glorious Years" van Beyond - geschreven over Nelson Mandela's strijd tegen de apartheid in Zuid-Afrika, en Below the Lion Rock - een lied van een bekende televisieserie. De groep organiseerde ook een team om de volgende dag het gebied te controleren en eventueel op te ruimen.

## Reacties
Ongeveer 100 demonstranten sloten op dezelfde dag de handen ineen in Litouwen om hun saamhorigheid te tonen met de strijd om democratie in Hongkong. Wetgever Mantas Adomėnas uit Litouwen, die samen met Emanuelis Zingeris de demonstratie georganiseerd heeft, zei dat hij 16 jaar oud was toen hij zich bij de "Baltische weg" voegde. Hij zei dat hij onder de indruk was van de strijd die Hongkong voert voor democratie en vrijheid. Hij heeft de stad bezocht tijdens de 'paraplu'-demonstraties in 2014 en ook tijdens de demonstraties van de herdenking van de demonstraties op Tiananmenplein dertig jaar geleden.
De centrale regering van China in Peking, die is blijven claimen dat de golf van de maanden durende demonstraties in Hongkong door "buitenlandse machten" is georganiseerd, heeft tot nu toe nog niet gezegd dat de demonstraties een zogenaamde "Kleurenrevolutie" zijn. Wetenschappers uit China zeggen wel dat de symbolische verwijzing naar het uiteenvallen van de Sovjet-Unie "provocatief" was en de zorgen van de overheid zouden vergroten.